# Mayoral (empresa)
Mayoral es una empresa multinacional española de diseño, fabricación, distribución y comercialización textil, especializada en el sector de la moda infantil. Tiene su sede central en Málaga, España. Mayoral opera 150 tiendas propias, con presencia comercial en 75 países del mundo, 8000 puntos de venta y 16 filiales.

## Historia
Los orígenes de la empresa se remontan a 1941 con la fundación de la primera compañía en Yunquera (Málaga) dedicada a la producción y comercialización de calcetines y medias (“Domínguez Toledo”). A principios de los años 70, se funda Mayoral Moda Infantil, actual matriz del grupo. El grupo de empresas que conforman Mayoral es propiedad de un grupo familiar.
Desde los años 70, la empresa se ha expandido contando en 2013 con filiales en Francia, Portugal, Grecia, Turquía, México, Rusia, Polonia, Ucrania, EE. UU., China, Colombia, entre otros países, además de una red de agentes comerciales que operan en los cinco continentes.